# ساتورو اوکی
ساتورو اوکی (انگلیسی: Satoru Oki؛ زادهٔ ۸ دسامبر ۱۹۹۲) بازیکن فوتبال اهل ژاپن است.
از باشگاه‌هایی که در آن بازی کرده‌است می‌توان به باشگاه فوتبال توکیو وردی اشاره کرد.